# Duawutun
Duawutun is een bestuurslaag in het regentschap Lembata van de provincie Oost-Nusa Tenggara, Indonesië. Duawutun telt 1524 inwoners (volkstelling 2010).